# Mormidea cubrosa
Mormidea cubrosa är en insektsart som beskrevs av William Sweetland Dallas 1851. Mormidea cubrosa ingår i släktet Mormidea och familjen bärfisar. Inga underarter finns listade i Catalogue of Life.